# Eupithecia semilugens
Eupithecia semilugens là một loài bướm đêm trong họ Geometridae.